# Grouvellinus brevior
Grouvellinus brevior là một loài bọ cánh cứng trong họ Elmidae. Loài này được Jäch miêu tả khoa học năm 1984.